# Качурка північна
Качурка північна (Oceanodroma leucorhoa) — вид морських буревісникоподібних птахів родини качуркових (Hydrobatidae).

## Поширення
Качурка північна гніздиться на островах на півночі Тихого та Атлантичного океанів.
У Тихому океані гніздиться на о-ві Дайкоку, вздовж північно-східного узбережжя Хоккайдо, на Курильських, Командорських та Алеутських островах, в затоці Аляска, а також на островах біля узбережжя Північної Америки на південь до Каліфорнійського півострова.
В Атлантичному океані гніздиться на островах біля східного узбережжя Північної Америки від південного Лабрадору до штату Массачусетс, на Фарерських островах, на Вестманнових островах біля південного узбережжя Ісландії, на островах біля західного узбережжя Ірландії, біля північного узбережжя Шотландії, на Лофотенських островах.
У позашлюбний період мігрує на південь у тропічні регіони, може тривалий період літати у відкритому морі без суші.

## Опис
Довжина тіла 18-21 см, розмах крил 43-45 см. Забарвлення оперення темно-коричневий, на крилі світла смуга. Надхвіст білий з темною поздовжньою смужкою посередині. Хвіст вилчастий.

## Чисельність
Загальна чисельність виду, за оцінками, близько 10 млн особин На Курильських островах гніздиться близько 350 тис. особин, на Алеутських островах і в затоці Аляска — близько 4 млн особин. В Атлантичному океані найбільші колонії розташовуються біля атлантичного узбережжя Канади. У районі Ньюфаундленду є колонії, в яких гніздиться по кілька сотень тисяч особин. В інших районах Атлантичного океану колонії менші — не більше кількох тисяч особин.